# 杨荫溥
杨荫溥（1898年—1966年），字石湖，男，江苏无锡人，中国财政金融学家，上海财经学院教授，曾任中国金融学会常务理事。